# Maechidius setosellus
Maechidius setosellus är en skalbaggsart som beskrevs av Frey 1969. Maechidius setosellus ingår i släktet Maechidius och familjen Melolonthidae. Inga underarter finns listade i Catalogue of Life.